# Leptoneta infuscata
Leptoneta infuscata és una espècie d'aranya araneomorfa de la família dels leptonètids (Leptonetidae). Fou descrita per primera vegada l'any 1872 per Eugène Simon.
Aquesta espècie es troba principalment a la península Ibèrica, Mallorca i França. És una aranya cavernícola.
Segons el World Spider Catalog de 2018 hi ha una subespècie: Leptoneta infuscata ovetana Machado, 1939